# Catalencoder
Catalencoder est un logiciel libre capable de convertir des vidéos MPEG2 (VOB) au format XviD.

## Historique
Le développement du logiciel a débuté le 13 septembre 2003.
Originellement, il embarquait le logiciel DVD-Decrypter, mais à la suite du vote de la loi DADVSI, son auteur a pris la décision, en 2005, de ne plus intégrer le programme de ripping dans la distribution. Il fut donc reconverti en "simple" programme de conversion (transcodage ou compression) de fichiers VOB de DVD, préalablement décryptés, en un format vidéo nécessitant moins d'espace disque.
Dorénavant, le programme est optimisé pour les configurations multi-processeurs puisqu'il gère le multithreading.
Le 24 décembre 2008, la version 1.1 fait son apparition avec une réécriture complète du programme. Un an après, soit en décembre 2009, la version 1.4.0 sort, faisant cette fois apparaître une version très stable accompagnée d'une ergonomie repensée.
Le 20 novembre 2010, le projet est officiellement arrêté avec une ultime version 1.4.3.

## Les forces du logiciel
La principale force de ce logiciel est sa capacité à choisir automatiquement les bons paramètres afin que le fichier de sortie ait la taille que l'utilisateur désire. Tout ceci, sans pour autant enlever les possibilités de configuration avancée qui feront le bonheur de l'utilisateur avancé.
On peut également citer la rapidité du logiciel à convertir une vidéo au format XviD/MP3 grâce à l'utilisation de technologie moderne comme le multi-threading.

## Programmes externes
Catalencoder interface de nombreux programmes, eux aussi libres, afin d'effectuer toutes les opérations nécessaires à la conversion. Voici la liste des principaux programmes utilisés :
- LAME (WAV vers MP3).
- Liba52 (AC3 vers WAV).
- libdca (DTS vers WAV).
- DGIndex (VOB vers AC3, et construction de l'index vidéo).
- Avisynth (Serveur de trame utilisé entre autres pour filtrer et redimensionner la vidéo).
- Ffdshow (Filtre de lecture vidéo compatible VFW).
- XviD (Compresseur xvid_encraw pour la conversion VOB vers AVI).
- VirtualDubMod qui permet le multiplexage du son et de la vidéo.
- NSIS pour la création de l'installateur.
- VobSub pour l'extraction des sous-titres à partir des VOB.